# Plymouth, Quận Rock, Wisconsin
Plymouth là một thị trấn thuộc quận Rock, tiểu bang Wisconsin, Hoa Kỳ. Năm 2010, dân số của thị trấn này là 1.205 người.